# Estación Hangares
La Estación Hangares, es una estación del servicio Transmetro y de Transpinula que opera en la Ciudad de Guatemala. Está ubicada sobre la 15 avenida y 18 calle de la zona 13 capitalina. Es una estación de transbordo tanto del Transmetro con la línea 13 como Transpinula con sus rutas 1 y 2.